# Wiktor Badowski
Wiktor Tadeusz Badowski (ur. 20 lutego 1902 w Borzęcinie k. Brzeska, zm. 16/19 kwietnia 1940 w Katyniu) – kapitan artylerii Wojska Polskiego, ofiara zbrodni katyńskiej.

## Życiorys
Urodził się w rodzinie Stanisława i Katarzyny z Czujów. Absolwent szkoły powszechnej w Borzęcinie i gimnazjum w Tarnowie. 
Uczestnik wojny 1920 r. Walczył najpierw w 6 pułku artylerii ciężkiej, następnie w 1 ochotniczej baterii 9 dywizjonu artylerii konnej.
W latach 1922–1923 był uczniem Kursu Szkoły Podchorążych w Oficerskiej Szkole Piechoty w Warszawie, a w latach 1923–1925 uczniem Oficerskiej Szkoły Artylerii w Toruniu. 2 października 1925 Prezydent RP Stanisław Wojciechowski mianował go podporucznikiem ze starszeństwem z dniem 1 lipca 1925 roku i 87. lokatą w korpusie oficerów artylerii, a minister spraw wojskowych wcielił do 20 pułku artylerii polowej w Prużanie. Awansowany do stopnia porucznika w 1927 ze starszeństwem z dniem 1 lipca 1927. W pułku służył jako oficer baterii, łączności, intendentury i administracji. Na stopień kapitana został awansowany ze starszeństwem z dniem 1 stycznia 1936 i 80. lokatą w korpusie oficerów artylerii. W 1939 pełnił służbę w dywizjonie artylerii lekkiej KOP „Czortków” na stanowisku adiutanta.
W kampanii wrześniowej 1939 walczył w 40 pal. Pełnił funkcję adiutanta I dyonu. Po agresji ZSRR na Polskę w nieznanych okolicznościach wzięty do niewoli przez Sowietów i osadzony w obozie jenieckim w Kozielsku. Między 16 a 19 kwietnia 1940 został zamordowany przez funkcjonariuszy NKWD w lesie katyńskim i tam pogrzebany w bezimiennej mogile zbiorowej, gdzie po 60 latach otwarto Polski Cmentarz Wojenny w Katyniu. W miejscu tym prowadzone były ekshumacje i prace archeologiczne. W czasie ekshumacji przeprowadzonej w 1943, odnaleziono przy nim znak tożsamości z napisem: PKU Bochnia oraz kopertę, a zwłoki oznaczono numerem 255. Figuruje na liście wywózkowej 029/1 z 13 kwietnia 1940.
5 października 2007 minister obrony narodowej Aleksander Szczygło mianował go pośmiertnie na stopień majora. Awans został ogłoszony 9 listopada 2007 w Warszawie, w trakcie uroczystości „Katyń Pamiętamy – Uczcijmy Pamięć Bohaterów”.
Upamiętniony został 15 września 2005 na Pomniku Katyńskim w Jarosławiu, gdzie wyryto m.in. jego nazwisko.
Miał żonę Helenę i syna Jacka.

## Ordery i odznaczenia
- Srebrny Krzyż Zasługi[6]
- Medal Pamiątkowy za Wojnę 1918–1921[1]
- Medal Dziesięciolecia Odzyskanej Niepodległości[1]
- Brązowy Medal za Długoletnią Służbę (1938)